# Municipio de Ravenna (Ohio)
El municipio de Ravenna (en inglés: Ravenna Township) es un municipio ubicado en el condado de Portage en el estado estadounidense de Ohio. En el año 2010 tenía una población de 9209 habitantes y una densidad poblacional de 174,85 personas por km².

## Geografía
El municipio de Ravenna se encuentra ubicado en las coordenadas 41°10′7″N 81°14′43″O / 41.16861, -81.24528. Según la Oficina del Censo de los Estados Unidos, el municipio tiene una superficie total de 52.67 km², de la cual 51,89 km² corresponden a tierra firme y (1,48 %) 0,78 km² es agua.

## Demografía
Según el censo de 2010, había 9209 personas residiendo en el municipio de Ravenna. La densidad de población era de 174,85 hab./km². De los 9209 habitantes, el municipio de Ravenna estaba compuesto por el 91,49 % blancos, el 5,35 % eran afroamericanos, el 0,45 % eran amerindios, el 0,18 % eran asiáticos, el 0,35 % eran de otras razas y el 2,18 % eran de una mezcla de razas. Del total de la población el 1,14 % eran hispanos o latinos de cualquier raza.